# Saint-Privat-du-Fau
Saint-Privat-du-Fau este o comună în departamentul Lozère din sudul Franței. În 2009 avea o populație de 132 de locuitori.

## Evoluția populației
| An        | 1975 | 1982 | 1990 | 1999 | 2006 | 2009 |
| --------- | ---- | ---- | ---- | ---- | ---- | ---- |
| Populație | 202  | 156  | 120  | 118  | 129  | 132  |